# 아라이역 (미야기현)
아라이역(일본어: 荒井駅)은 일본 미야기현 센다이시 와카바야시구 아라이히가시에 있는 센다이 시 지하철 도자이 선의 역이다. 역 번호는 T 13이다.

## 역 구조
지상 3층, 지하 1층으로 연면적은 6,150m2이다. 개찰구와 대합실이 지상 1층에 있고 승강장이 지하 1층에 있다. 역 남쪽(주오1 출입구) 버스풀을 병설한 역전 광장이 정비되어 있다. 본 노선에서 지상 역사가 있는 것은 본 역과 국제센터역 뿐이다.
역사 내에는 도호쿠 지방 태평양 해역 지진으로 야기된 동일본 대지진의 센다이 시내의 피해를 후세에 전하기 위해서 "센다이 3.11 교류관" (역사 1층: 교류 공간, 역사 2층: 전시실 스튜디오, 역사 3층: 옥상 정원)이 설치되어 있다. 또한, 동일본 대지진의 교훈을 천년 앞까지 전달할 것을 목적으로 역전 광장에는 "센다이 수분 벚꽃"이 식재되어 있다.
야기야마도부쓰코엔 역과 다르게 야기야마도부쓰코엔 방향에는 건늠선이 없고 승강장 한쪽은 하차 전용 승강장으로 되어 있으므로 열차가 그대로 회차하는 일은 없다. 1번 선을 발차한 열차는 아라이 차량기지로 입고하고, 출입고선과 평행하는 인상선에서 회차하고 몇분 후에 야기야마도부쓰코엔 행으로 2번 선에 입선한다.

### 타는 곳
| 1 | ■ 도자이 선 |  | 차량기지 입고 방면              |  |
| 2 | ■ 도자이 선 |  | 센다이・야기야마도부쓰코엔 방면 |  |

## 출구 안내
미나미1,2, 주오1, 기타1의 총 4곳이다.

### 미나미1 출입구
- 택시 정류장
- 아라이 역전 주차장

### 주오1 출입구
- 택시 정류장

### 미나미2 출입구
- 버스 정류장
- 일반 차량 타는 곳 (송영용)

### 기타1 출입구
- 일반 차량 타는 곳 (송영용)

## 역 주변
- 아라이 차량기지 (역 남동쪽)
- 센다이 동부 도로 센다이히가시 IC
- 미야기 현도 23호 센다이시오가마 선 (산업도로)
- 아크로스 플라자 아라이히가시
- 센다이 시립 나나사토 초등학교・중학교
- 후레스포 로쿠초노메 미나미마치
- 센다이 긱스 (2017년 5월 3일 개업)[1][2]
- 산게쓰 도호쿠 지사
- 센다이 농업 협동 조합 나나사토 지점

## 버스 노선
| 승강장 | 버스 회사        | 행선지 |
| ------ | ---------------- | --- |
| 1      | 센다이 시영 버스 | [10] 와카바야시 체육관・자동차 단지 경유 야쿠시도역 [15] 와카바야시 체육관・미야기 운수지국 경유 쓰루마키 순환 [16] 와카바야시 체육관・동부 공업단지 경유 쓰루마이 순환 [18] [T18] 와카바야시 체육관 경유 오카다・니이하마・리쿠젠타카사고역 [75] [X75] 와카바야시 체육관 경유 고즈루신덴역・히가시센다이 영업소 [S207] 동부 공업단지・하라마치 경유 센다이역 [77] 동부 공업단지・오로시마치 경유 나가마치역・나가마치미나미 역 [57] 동부 공업단지・오로시마치 경유 아사히가오카역 |
| 1      | 미야코 버스      | 센다이 우미노모리 수족관 경유 다가조역 |
| 2      | 센다이 시영 버스 | [20][21] 농업 원예 센터 경유 구, 아라하마 초등학교 앞 [M40][X40] 나카쿠라 1초메・야마토마치 1초메 경유 야쿠시도 역・센다이 가스미노메 영업소 [K512][K516] 후지타・산본쓰카 경유 교통국 도호쿠 대학 병원 [32][36] 후지타・산본쓰카 경유 로쿠고 초등학교 [30] 후지타・히가시 고등학교 입구・고리야마 3초메 경유 나가마치 역・센다이 시립 병원 |

## 역사
- 2000년 10월: 역명(가칭) 공표.
- 2009년: 착공.
- 2011년 3월 11일: 도호쿠 지방 태평양 해역 지진(동일본 대지진)에 의한 역사 건설 예정지가 지진의 피해를 받은 영향으로 전 노선 지하철 공사 일시 중단.
- 2012년 6월: 역사 디자인 공표.
- 2013년 12월 24일: 역명 정식 발표.
- 2015년
  - 3월 3일: 동일본 대지진의 교훈을 천년 앞까지 전달할 것을 목적으로 역전 광장에 교토시의 사쿠라모리・제16대 사노 등우위문에서 기증된 기온 시다레앵을 식수하고 구내의 나미와케 신사에 "센다이 수분 벚꽃"으로 명명함[4][5].
  - 12월 6일: 영업 개시, 역사 내 "센다이 3.11 교류관" 개관(1층 교류 공간만 한정 오픈).
- 2016년 2월 13일: 역사 2층에 "센다이 3.11 교류관"의 전시실이 완성되고 전관 오픈.

## 사진

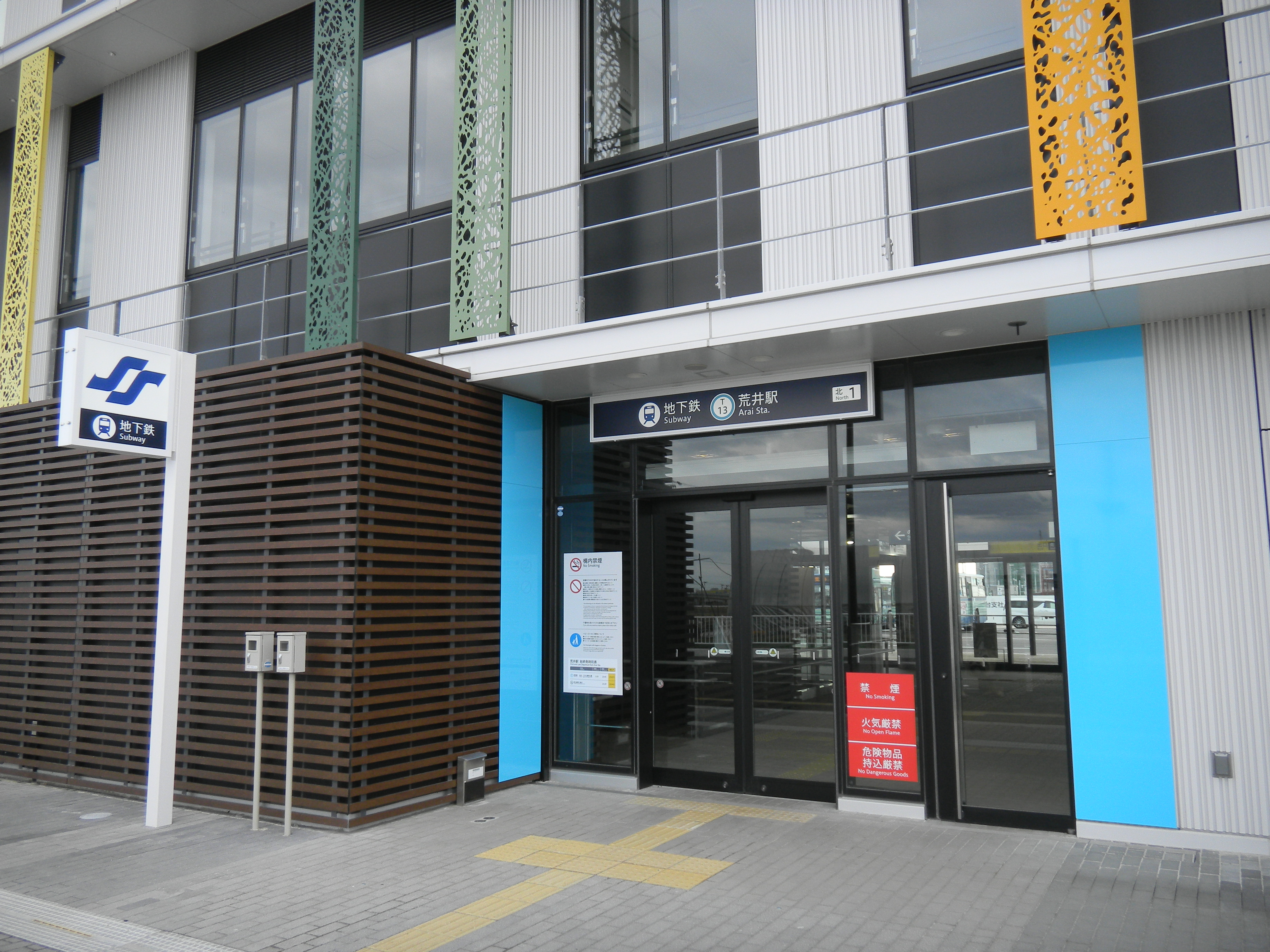
기타1 출입구

## 인접역
| 센다이 시 지하철 ■ 도자이 선            | 센다이 시 지하철 ■ 도자이 선 | 센다이 시 지하철 ■ 도자이 선 |
| --------------------------------------- | ---------------------------- | ---------------------------- |
| T 12 로쿠초노메 야기야마도부쓰코엔 방면 |                              | 시·종착역                    |